# Charles Lennox Richardson
Charles Lennox Richardson (16 aprile 1834 – 14 settembre 1862) è stato un mercante britannico assassinato in Giappone, in un villaggio chiamato Namamugi vicino alla città di Yokohama.

## Biografia
Nato a Londra nel 1834, Richardson si trasferì a Shanghai nel 1853 per trarre profitto dal mercato cinese. Nel 1862 annunciò il suo ritiro dal mondo del commercio e affermò che sarebbe presto tornato in Inghilterra con le sue nuove ricchezze.
Nel 1862, mentre stavano viaggiando a cavallo sulla strada Tokaido, con l'intento di andare a visitare il tempio di Kawasaki Daishi, Richardson e tre suoi connazionali, Charles Clarke, William Marshall e sua cognata Margaret Watson Borradaile, incontrarono il reggente daimyo dello han di Satsuma, Shimazu Hisamitsu e il suo seguito di samurai. Richardson, sentendosi al sicuro grazie alla clausola di extraterritorialità del trattato di amicizia e commercio anglo-giapponese, secondo la quale, qualsiasi reato commesso nel paese del Sol levante da un cittadino inglese sarebbe stato giudicato in patria, rifiutò di scendere da cavallo come segno di rispetto nei confronti del nobile e ciò scatenò l'ira dei suoi guerrieri che attaccano il gruppo di turisti. Clarke e Marshall riuscirono a fuggire ma Richardson, ferito gravemente, cadde da cavallo e ricevette il colpo di grazia per ordine dello stesso Shimazu. I samurai risparmiarono Borradaile in quanto donna.
Questo evento (e la tensione da esso derivata tra i due governi) viene ricordato col nome di Incidente di Namamugi. Lo zio di Richardson affermò di non essersi sentito sorpreso dalle circostanze della morte del nipote, mentre Frederick Wright-Bruce, delegato britannico inviato in Cina, lo definì un avventuriero di carattere arrogante.
| Controllo di autorità | VIAF (EN) 7303515 · LCCN (EN) nr98018944 |